# Jurassic 5
Pour les articles homonymes, voir J5.
Jurassic 5 est un groupe de hip-hop alternatif américain, originaire de Los Angeles, en Californie. Il se compose de membres issus de deux anciens groupes, Rebels of Rhythm et Unity Committee ; les rappeurs Charles Stewart (Chali 2na), Dante Givens (Akil), Courtenay Henderson (Zaakir alias Soup), Marc Stuart (Marc 7), et des disc jockeys Mark Potsic (DJ Nu-Mark) et Lucas Macfadden (Cut Chemist). Le groupe se sépare en 2007 peu après la publication de l'album Feedback, citant des « divergences musicales » mais revient sur scène en 2013 et publie une nouvelle chanson en 2014.

## Biographie
Jurassic 5 est l'union de deux groupes antérieurs, Rebels of Rhythm et Unity Committee. Le style musical de Jurassic 5 est légèrement old school tout en étant plus proche du funk que la plupart des autres groupes. Jurassic 5 est souvent considéré musicalement proche de groupes tels que The Roots ou De La Soul. En 2002, il explique au Sydney Morning Herald, l'origine du nom de leur groupe. Chali 2na révèle : « Je jouais plusieurs chansons à la mère d'un ami, et elle a dit pour rire : ’vous vous prenez pour les Fantastic Five (cinq fantastiques), mais vous ressemblez plus à des Jurassic Five (cinq jurassiques).’ Et on en a rigolé. Finalement, le nom est resté gravé. »
Le premier album, Jurassic 5, est publié en 1998. Une des chansons de l'album, Improvise, fait partie de la bande son du jeu vidéo Jet Set Radio sur Dreamcast et plusieurs graffitis du jeu portent le nom du groupe. Le 6 juin 2000, le groupe publie son deuxième opus, Quality Control, qui atteint la 43e du classement Billboard 200. Après le troisième album, Power in Numbers, publié le 8 octobre 2003 et qui atteint la 15e place du Billboard 200, le groupe tourne sans Cut Chemist ; le DJ quitte par la suite le groupe pour se consacrer à sa carrière solo, mais revient par la suite. Le 25 juillet 2006, Jurassic 5, publie un quatrième album, Feedback, avant de se séparer l'année suivante, chacun des membres ayant décidé de poursuivre sa propre carrière. Cette séparation serait survenue à la suite de divergences entre les membres.
Le groupe se reforme en 2013 et participe au Coachella Festival. Depuis, Jurassic 5 continue ses tournées, et le DJ Cut Chemist fait partie du groupe, avec DJ Nu-Mark. En avril 2014, Jurassic 5 participe au Glastonbury Festival. Le vendredi 4 septembre 2015, ils participent au festival Jazz à la Villette avec en première partie un live de DJ Premier. En juillet 2016, ils clôturent la huitième édition du Festival Beauregard.

## Discographie

### Albums studio
- 1998 : Jurassic 5
- 2000 : Quality Control
- 2002 : Power in Numbers
- 2006 : Feedback

### EP
- 1997 : Jurassic 5 EP